# موطک (یمن)
 موطک  نام روستایی است در ناحیهٔ (قری جرف سُفیان) ،، در عزلهٔ (شهب العالیة)، از توابع مَهره در کشور یمن در شبه جزیره عربستان.

## جمعیت
جمعیت آن (۳۸۷) نفر (۱۰ خانوار) می‌باشد.